# Международный день детской книги

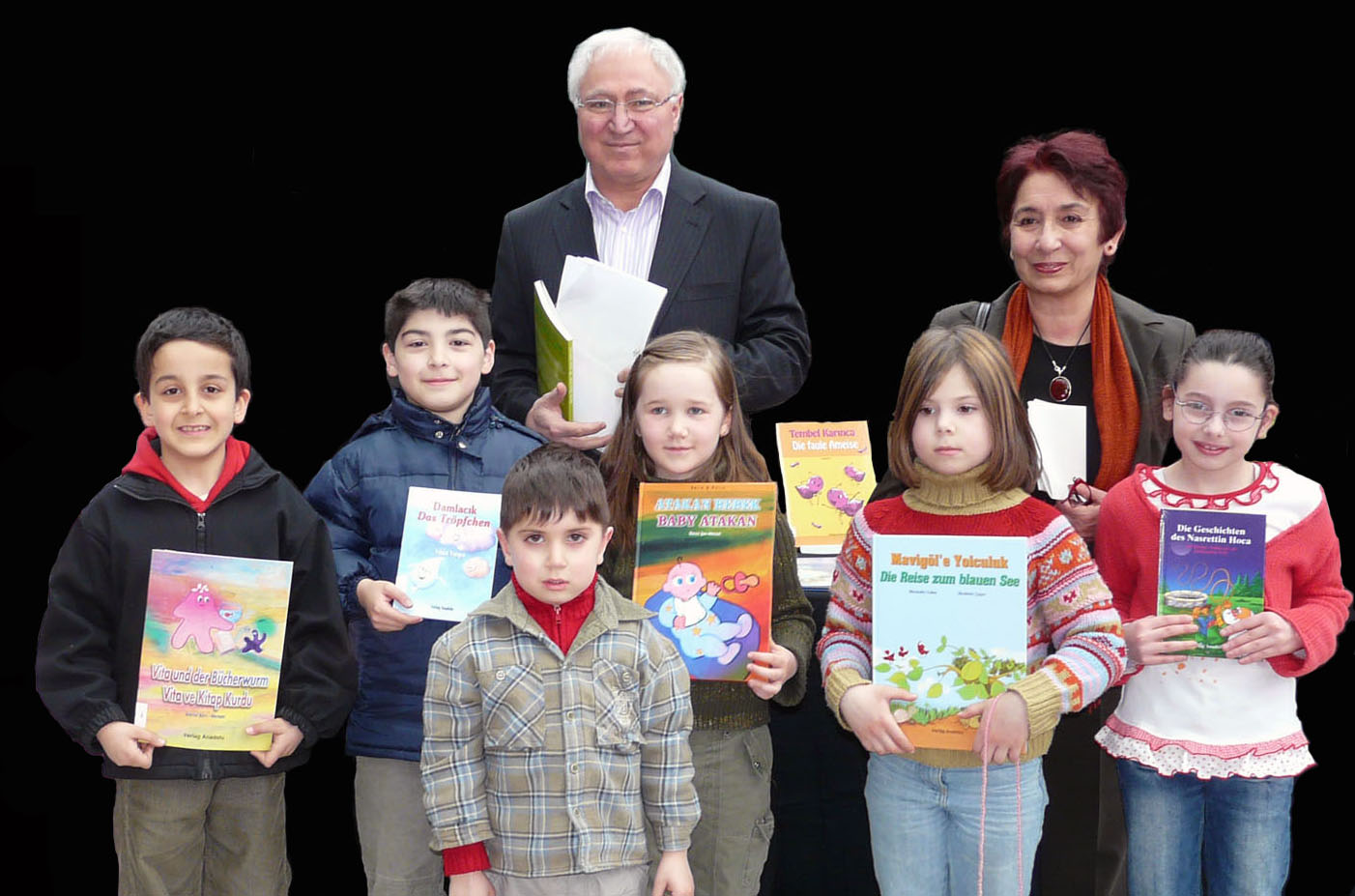
Дети и книги

Международный день детской книги отмечается 2 апреля, в день рождения Х. К. Андерсена. 

## История
Учреждён в 1967 году некоммерческой организацией Международный совет по детской и юношеской литературе (IBBY). В этот день IBBY раз в два года присуждает премию имени Х. К. Андерсена писателю — автору книг для детей и художнику-иллюстратору детских книг.
Инициатива создания Международного Дня детской книги принадлежит известной немецкой писательнице Йелле Лепман.
Ежегодно в качестве спонсора этого Международного дня выступает одна из национальных организаций IBBY. Кто-либо из её писателей и художников становятся авторами послания к детям и соответствующего плаката. В дальнейшем послание и плакат используются IBBY в других странах.